# Freeloaders
Freeloaders ist das gemeinsame Projekt der beiden britischen House-DJs und Produzenten Paul Dering und Glenn Nash. Das Duo entstand Ende der 1990er Jahre in Manchester.
1998 erschien das bislang einzige Album der Freeloaders. Sieben Jahre später gelang dem Duo der größte Hit ihrer Karriere. Mit einem Remix der Single So Much Love to Give, im Original von den beiden französischen DJs Thomas Bangalter und DJ Falcon, erreichten sie im April 2005 die Top Ten der britischen Singlecharts.

## Diskografie
Alben
- 2006: Freshly Squeezed

Singles
- 2005: So Much Love to Give
- 2006: Now I’m Free (Freefalling)